# Spellemannprisen 2004
Der Spellemannpris 2004 war die 33. Ausgabe des norwegischen Musikpreises Spellemannprisen. Die Nominierungen berücksichtigten Veröffentlichungen des Musikjahres 2004. Die Verleihung der Preise fand am 26. Februar 2005 im Oslo Spektrum statt. Die Veranstaltung wurde von TV 2 übertragen. In der Kategorie „Årets Spellemann“ wurde Odd Nordstoga ausgezeichnet.

## Gewinner
| Kategorie                                      | Gewinner                      | Werk                                         |
| ---------------------------------------------- | ----------------------------- | -------------------------------------------- |
| Barneplater (Kinderplatten)                    | Eva Trones                    | Lille bille                                  |
| Blues/Country                                  | Knut Reiersrud                | Pretty ugly                                  |
| Danseorkester (Tanzorchester)                  | Ole Ivars                     | Heldiggriser                                 |
| Elektronika/Samtidsmusikk                      | Lars Horntveth                | Pooka                                        |
| Folkemusikk/Gammaldans (Volksmusik/Gammaldans) | Vidar Lande, Gunhild Tømmerås | Sordølen-slåtter og slåttestev fra Setersdal |
| Hip-Hop/RnB                                    | Madcon                        | It's all a Madcon                            |
| Jazz                                           | Solveig Slettahjell           | Silver                                       |
| Klassisk musikk (klassische Musik)             | Grieg Trio                    | Dvorak: Complete piano trios                 |
| Kvinnelig Artist (Künstlerin)                  | Sissy Wish                    | You may breathe…                             |
| Mannlig Artist (Künstler)                      | Odd Nordstoga                 | Luring                                       |
| Metal/Tungrock                                 | Enslaved                      | Isa                                          |
| Musikkvideo (Musikvideo)                       | Margaret Berger               | Lifetime guarantee                           |
| Popgruppe                                      | The National Bank             | The National Bank                            |
| Rock                                           | WE                            | Smugglers                                    |
| Viser (Weisen)                                 | Kaia Huuse                    | Trist og fint                                |
| Åpen Klasse (Offene Klasse)                    | Frode Fjellheim               | Aejlies Gaaltije: The secret source          |
| Årets Hit (Hit des Jahres)                     | Kurt Nilsen                   | My street                                    |
| Årets Nykommer (Newcomer des Jahres)           | Annie                         | Anniemal                                     |
| Årets Spellemann (Spellemann des Jahres)       | Odd Nordstoga                 | –                                            |

## Nominierte
Die Nominierungen wurden Anfang Januar 2005 bekannt gegeben.
Barneplater
- Eva Trones: Lille bille
- Kaptein Rødskjegg og Sjørøverne: Mann om bord, skuta er vekk
- Nissa Nyberget, Elisabeth Lindland: Soria Moria

Blues/Country
- Hellbillies: Niende
- Knut Reiersrud: Pretty ugly
- R. C. Finnigan: Heart body and soul
- William Hut: Days to remember

Danseorkester
- Anne Nørdsti: Bygdeliv
- Ingemars: På egne væger
- Ole Ivars: Heldiggriser

Elektronika/Samtidsmusikk
- Biosphere: Autour de la lune
- Deathprod: Morals and dogma
- Lars Horntveth: Pooka
- Lasse Marhaug: The shape of rock to come

Folkemusikk/Gammaldans
- Gunnlaug Lien Myhr: Perler på ei snor
- Tre Begrædelige Piger: Til deg
- Vidar Lande, Gunhild Tømmerås: Sordølen-slåtter og slåttestev fra Setersdal

Hip-Hop/RnB
- Jaa9 & OnklP: Sjåre brymæ
- Madcon: It's all a Madcon
- Tungtvann: III: Folket bak Nordavind

Jazz
- Børre Dalhaug: Bigbandblast!
- Petter Wettre: Hallmark moments
- Sharp 9: No:Network
- Skomsork: Skomsork
- Solveig Slettahjell: Silver

Klassisk Musikk
- Grieg Trio: Dvorak: Complete piano trios
- Henning Kraggerud: Sibelius-Sinding: Violin concertos
- Håkon Austbø: Debussy: Complete works for piano solo vol.1
- Leif Ove Andsnes: Mozart: Piano concerto 9 & 18

Kvinnelig Artist
- Bertine Zetlitz: Rollerskating
- Maria Solheim: Frail
- Sissy Wish: You may breathe…

Mannlig Artist
- Odd Nordstoga: Luring
- Sondre Lerche: Two way monologue
- William Hut: Versus the end of fashion park

Metal/Tungrock
- Black Debbath: Den femte statsmakt
- Enslaved: Isa
- Mayhem: Chimera

Musikkvideo
- Bertine Zetlitz: Fake your beauty
- Illumination, Anneli Drecker: Kool karma
- Jim Stärk: Morning song
- Kings of Convenience: I'd rather dance with you
- Margaret Berger: Lifetime guarantee

Popgruppe
- Kings of Convenience: Riot on an empty street
- Savoy: Savoy
- The National Bank: The National Bank

Rock
- Gluecifer: Automatic thrill
- Gåte: Iselilja
- Span: Mass distraction
- Tellusalie: Tangerine dreams
- WE: Smugglers

Viser
- Henning Kvitnes: Bare vente litt på sjelen
- Kaia Huuse: Trist og fint
- Karoline Krüger: De to stemmer
- Ola Bremnes: Livstegn

Åpen Klasse
- Frode Fjellheim: Aejlies Gaaltije: The secret source
- Karl Seglem: Femstein
- Susanna and the Magical Orchestra: List of lights and buoys
- Transjoik: Uja nami
- Trygve Seim: Sangam

Årets Hit
- Erik Faber: Yesterday’s call
- Jim Stärk: Morning song
- Kurt Nilsen: My street
- Odd Nordstoga: Kveldssong for deg og meg
- Ravi & DJ Løv: Dødssøt

Årets Nykommer
- Annie: Anniemal
- Madcon: It’s all a Madcon
- Margaret Berger: Chamelon
- Side Brok: Høge brelle
- Span: Mass distraction